# Formula European Masters
De Formula European Masters is een autosportkampioenschap in het formuleracing. Het kampioenschap valt binnen de Formule 3-categorie.
Het kampioenschap is opgericht in 2019 als vervanger van het Europees Formule 3-kampioenschap, dat in hetzelfde jaar fuseerde met de GP3 Series om het nieuwe FIA Formule 3-kampioenschap te vormen. Net als het Europees kampioenschap rijdt de Formula European Masters ook in het voorprogramma van de DTM. Het kampioenschap wordt georganiseerd door promoter Formel 3 Vermarktungs GmbH, dat ook het Europees kampioenschap organiseerde.
Voorafgaand aan het seizoen 2019 werd bekend dat het kampioenschap vanwege een gebrek aan inschrijvingen niet doorgaat.

## Auto
Het kampioenschap rijdt met auto's van Dallara, gebaseerd op de auto's uit het Europees kampioenschap. De auto's zijn gebouwd van koolstofvezel en bevatten een monocoque chassis.